# 西面駅 (朝鮮総督府鉄道)
西面駅（ソミョンえき）は、大韓民国釜山広域市釜山鎮区にかつて存在した朝鮮総督府鉄道東海南部線の鉄道駅である。1938年からの西面地域一帯の区画整理と東海南部線釜山鎮 - 巨堤間の直線化により1943年に廃止された。
釜山交通公社の西面駅とは関係がない。

## 歴史
- 1934年7月15日：無配置簡易駅として開業[1]
- 1943年3月31日：廃止[2]